# Минское Замчище

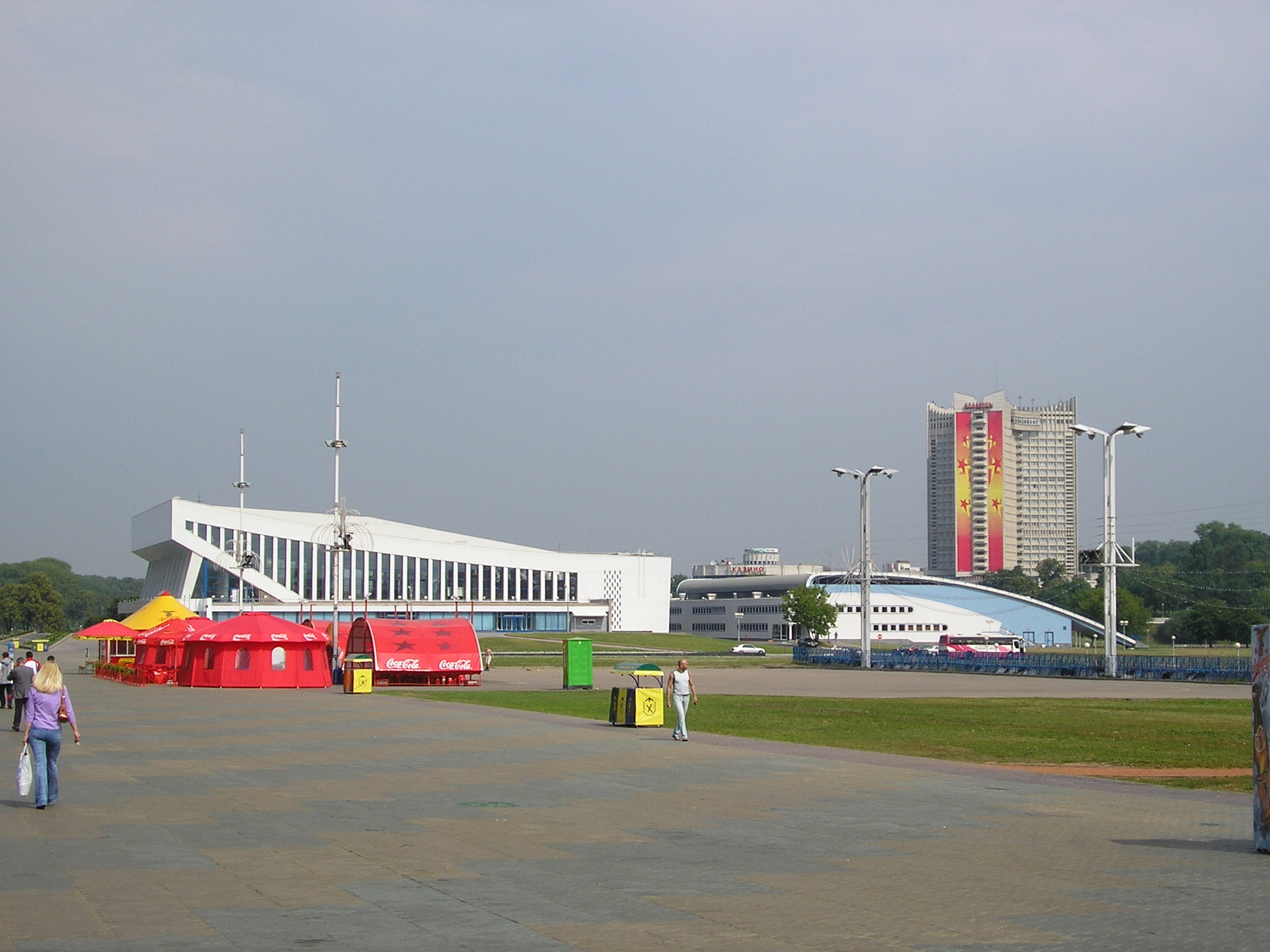
Вид на Дворец спорта и прилегающие территории (северная часть Замчища)

За́мчище (бел. Замчышча) — исторический район Минска, расположенный на месте, где некогда находился Минский замок. В древности Замчище было окружено валами и деревянными укреплениями замка и находилось на Замковой горе, образованной разделением русла Немиги на два рукава при впадении в Свислочь.

## История
Главной улицей замка, а потом и Замчища, вплоть до середины XX века была улица Замковая, являющаяся старейшей в городе. Она пересекала Замчище по диагонали с востока на запад и уже в первой половине XVI века была вымощена булыжником. Улица протягивалась за вал вплоть до пересечения с Большой Татарской. С юго-запада Замчище огибала улица Завальная; с северо-запада — Завальный переулок.

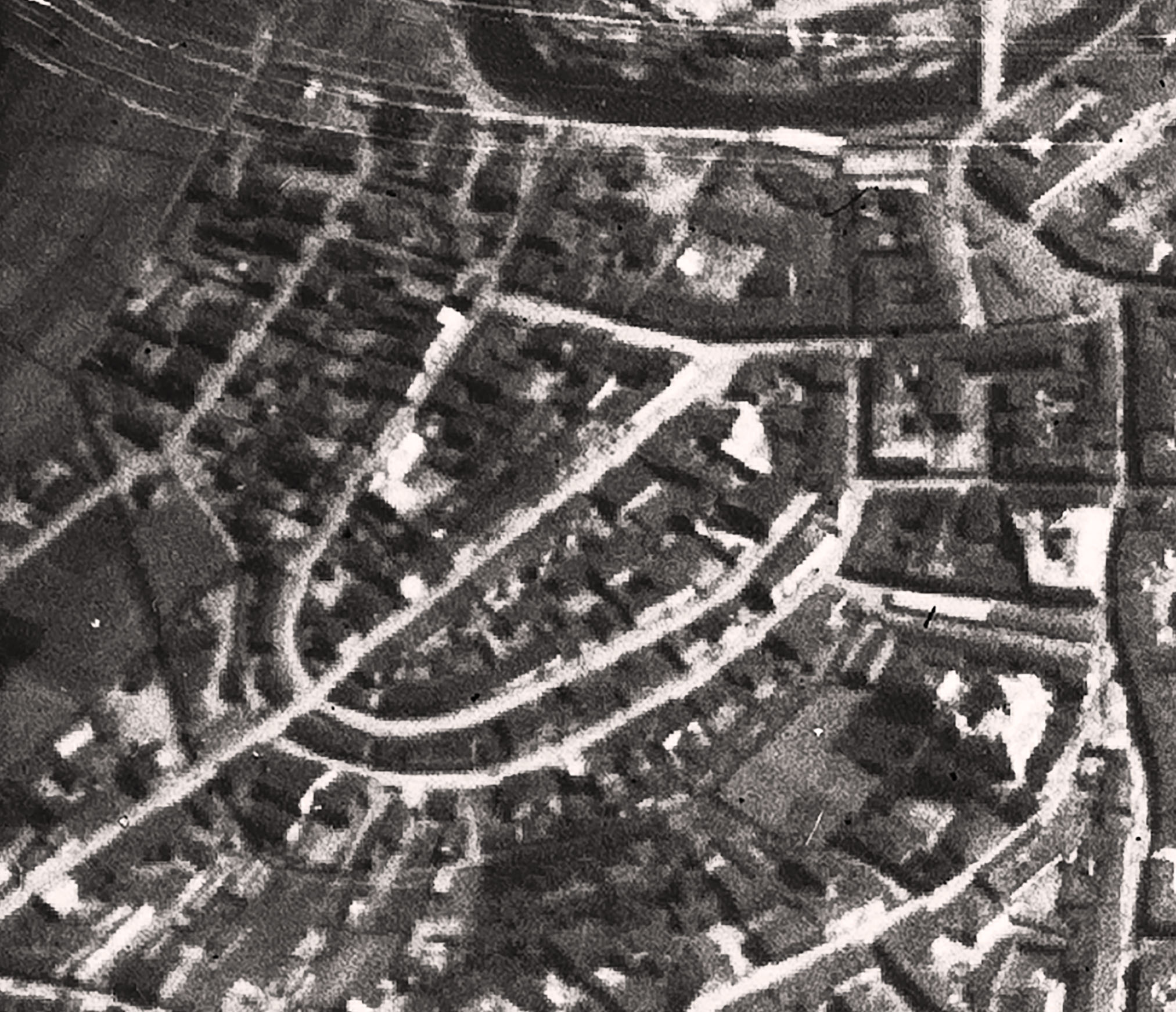
Минское Замчище на аэрофотосъёмке. 1917 год

В начале XX века Замчище входило во вторую полицейскую часть города.

## Современность
Минское Замчище находилось в районе современной площади 8-го Марта. На территории Замчища ныне расположены магазины «Алеся» и «Ромашка», жилые дома, Дворец спорта, часть проспекта Победителей. На этой территории сохранился культурный слой древнего Замчища, в связи с чем она является археологическим памятником и охраняется государством.